# Конфедерация Поухатан
Конфедерация Поухатан е политическо обединение на няколко алгонкински индиански племена, които в началото на 17 век живеят в крайбрежната зона на Вирджиния, САЩ. Първоначално „поухатан“ е името на едно от племената на конфедерацията, което по-късно започва да се прилага от англичаните към всички племена в източна Вирджиния. Между 1572 и 1597 г. вождът Поухатан наследява територията около река Йорк като върховен вожд на племената памунки, югтанунд, матапони, кискиак и уероуокомоко, както и района около река Джеймс (до водопадите на реката), където са селата на племената поухатан, арохатек, апоматук и орапак. След като през 1597 г. вождът на конкурентното племе кекоутан умира, Поухатан завладява всички племена, живеещи около реките Джеймс и Йорк и основава един силен политически съюз малко преди идването на англичаните в Джеймстаун. Политическата структура на този съюз представлява деспотична абсолютна монархия, съставен повече от завоевания отколкото с приятелски съюзи.
Когато англичаните пристигат в Джеймстаун през 1607 г., Поухатан вече е върховен вожд на всички племена около реките Джеймс, Йорк и Паянкатанк (без чикахомините). Чесапийките и другите племена в южна Вирджиния никога напълно не са били част от тази империя.

## Съставни племена на конфедерацията
Първите сведения за съставните племена на конфедерацията идват от Джон Смит, който през 1607 г. записва в детайли имената на 28 племена с около 2385 бойци общо по неговата преценка. На картата, която прави на района, Смит отбелязва имената на 36 основни села или „царски столици“. Общият брой на селата на картата на Смит са 161, разположени на територия от около 8000 кв. мили.
Списък на съставните племена на конфедерацията според Джон Смит:
- Кекоутас (кекоутан)
- Паспахегс (паспахег)
- Чикахаманиянс (чикахомини)
- Нандсамундс (нансамонд)
- Чесапеякс (чесапийк)
- Йоугтанунд
- Матапамент (матапони)
- Памоунки (памунки)
- Уероуокомоко
- Чискиак
- Паянкатанки (паянкатанк)
- Кутатауомен 1
- Кутатауомен 2
- Мороугтакунд
- Рапаханок
- Нантугтакунд
- Уикокомоко
- Секакауон
- Онауманиент
- Патауомекс
- Тоуксенент
- Акоханок
- Акомак

В допълнение Смит дава още 8 главни села:
- Уараскояк
- Орапакс
- Опископанк
- Писасек
- Утамусак
- Менапукунт
- Купкипкок

Уилям Стрейчи през 1616 г. също дава имената на 32 племена, от които само 18 се идентифицират с имената на Смит.
Списък Стрейчи 1616 г.:
- Кекоутан
- Паспахег
- Чикахомини
- Уеанок
- Арохаток
- Поухатан
- Апаматук
- Куиокоханок
- Нандсамунд
- Йоугтанунд
- Матапамент
- Памоунки
- Уероуокомоко
- Чискиак
- Акоханок
- Уараскояк
- Орапак
- Кантаункак
- Шамапа
- Чепечо
- Параконос
- Мумапакуне
- Патаунк
- Капосекок
- Памарек

Или 26 племена оценени от Стрейчи на общо 3320 бойци.
В друг ръкопис от 1622 г. се казва, че конфедерацията се състои от 32 племена.
При преброяване на населението през 1669 г. от всички споменати племена остават само 11, които са отбелязяни от Смит:
- Чикахомини
- Уеанок
- Поухатан
- Апаматукс
- Нандсамундс
- Памоунки
- Чискиак
- Рапаханок
- Нантугтакунд
- Уикокомоко

Към тях са добавени още:
- Почийкс
- Тотас чийс
- Портобако
- Матехатику (заедно с нанзатико – синоними на нантугтакунд)
- Апоматукс

Или общо 16 племена с общо 605 бойци.
През 1705 г. Бевърли дава само следните имена на племена, които се идентифицират с имената на Смит:
- Чикахомини
- Апаматукс
- Нандсамундс
- Матапамент
- Памоунки
- Рапаханок
- Уикокомоко

Разминаването на имената в различните списъци вероятно се дължи на постепенната комбинация на разбитите племена под нови имена, изоставяне на старите територии, както и строеж на нови села.
Джеймс Муни в неговите изследвания през 1907 г. изброява следните племена, живеещи в крайбрежната зона на Вирджиния:
- Тоуксенент
- Патоуомек
- Кутатауомен
- Писасек
- Онауманиент
- Рапаханок
- Мороугтакунд
- Секакауони
- Уикокомико
- Кутатауоман
- Нантугтакунд
- Матапомент (матапони)
- Памунки
- Уероуокомоко
- Паянкатонг (паянкатанк)
- Йоугтанунд
- Чикахомини
- Поухатан
- Арохаток
- Кекоутан
- Апаматок
- Киукоханок
- Уараскояк
- Нансамонд
- Чесапийк
- Акомак

## История
С тази империя, Поухатан едва ли се е съмнявал, че ще се справи със 104те бели, които пристигат с три малки кораба в устието на река Джеймс през 1607 г., а малко преди това Лондонската вирджинска компания пуска свои хора в подвластните му земи. Поухатан събира сведения за белите имигранти и с 500 войни атакува все още недовършения Форт Джеймс. Мускетите и оръдията на англичаните ги карат да отстъпят. Но англичаните не знаят, че чесапийките, на чиито земи акостират са подвластни на Поухатан и че вождът ги използва, за да се сдобие с колкото се може повече мускети, които да използва срещу сиукските племена на запад.
През следващата 1608 г. белите във форта са оставени на произвола на съдбата и много от тях умират от глад и болести. За да оправи положението колонията изпраща Джон Смит като дипломатически представител при индианците. Поухатан го приема в семейството си и на свой ред изпраща наместник при колонистите. През 1609 г. пожар унищожава поселището и припасите на колонията. Отчаяни, белите се опитват да търгуват с Поухатан, но той вдига цената на царевицата, а когато белите започват да търгуват с враговете му монакан, той окончателно спира търговията с тях. В безизходица, колонистите водени от Джон Смит започват да нападат индианските села, за да се сдобият с храна. Същевременно пристигат нови колонисти от Англия. Смит разпределя новопристигналите по авантпостове нагоре по реката, но за около месец половината от тях са избити, а в отговор на английските нападения, Поухатан обкръжава с войните си Джеймстаун, решен да унищожи колонията с глад. През зимата почти половината от 220те бели в селището умират от глад и болести, и ако същевременно не били пристигнали нови имигранти и провизии от Англия и другите щели да умрат.
Колонистите се съюзяват с враговете на Поухатан като им обещават богата плячка ако им помогнат. През 1610 г. този съюз избива навсякъде поухатаните, където ги срещне, опожарява селата им и заграбва припасите им. Особено жестоки са нападенията над паспахег, на чиято земя е разположен Джеймстаун. Ответният удар на Поухатан не закъснява. Неговите войни също избиват белите, където ги срещнат и отново обсаждат Джеймстаун. Когато пристигат нови 300 войници от Англия, обсадата е свалена и индианците са принудени да отстъпят. През следващите 2 години сраженията са ежедневие, но нито идна от двете страни не е готова за решителна битка. Войната приключва през 1614 г., без да е постигнат окончателен мир. Към 1616 г. вече, английските колонисти надхвърлят 3500 души, а до 1619 г. стават 3750, но през 1622 г. намаляват до 1240. Между 1617 и 1619 г. поухатаните са покосени от първата голяма епидемия. През 1618 г. Поухатан умира и негов наследник става Опеканкануг, който възобновява с пълна сила военните действия, решен да унищожи заселниците и колонията. По-рано Опеканкануг става свидетел на изтънчените лъжливи методи на англичаните. Как те слагат корона на главата на брат му Уахонсонакук, дават му името Поухатан и така го убеждават да спре войната и да снабдява белите с храна. В същото време заселниците продължават да нападат по-отдалечените им села. Поухатан се двоумял между верността към поданиците си и лоялността към англичаните, но когато Джон Ролф се жени за дъщеря му Покахонтас, той решава че е повече англичанин, отколкото индианец. След смъртта му, Опеканкануг повежда индианския съюз, решен да изтласка белите обратно в морето, откъдето са дошли. Войната е дълга и кръвопролитна.
През 1619 г. английските власти забраняват продажбата на оръжия на индианците под страх от смъртно наказание. Единственото голямо сражение във Втората война Поухатан е през 1624 г. Тази война свършва през 1632 г., но през 1644 г., Опеканкануг отново възобновява военните действия, ала вече е твърде късно. Заселниците сега наброяват над 14 000 души и колонията вече е установена твърдо. След множество нападения над поселищата и фермите, индианците успяват да убият над 500 заселници. Англичаните се опитват да сложат край на войната като заловят Опеканкануг. Те канят вожда на преговори във Форт Лойъл, но при опита им да заловят вожда се провалят. Опеканкануг успява да избяга и подновява с пълна сила нападенията. Най-накрая, през 1646 г. англичаните успяват да заловят Опеканкануг. Отвеждат го в Джеймстаун, където вождът бива убит. След неговата смърт империята Поухатан рухва. Негов наследник става Некотоуансе, който подписва мир със заселниците и им отстъпва всички земи южно от река Йорк. Силно намалели от трите продължителни войни и епидемиите индианците вече не са в състояние да се справят с все по-големия брой заселници. Племената едно по едно започват да напускат конфедерацията и да сключват собствени договори с колонистите. На някои племена са предоставени резервати от английските власти, а други се обединяват и напускат региона. С течение на времето и едните и другите се претопяват сред бялото и цветнокожо население на Вирджиния.
Днес от първоначалните 32 племена на конфедерацията са оцелели само 8 – Матапони, горни матапони, чикахомини, рапаханок, нансемонд, памунки, патауомек и източни чикахомини. Всички те са признати от щата Вирджиния, но не и от федералното правителство. Само матапони и памунките са запазили своите резервати от 17 век.